# 中部内陸循環列車
中部内陸循環列車（ちゅうぶないりくじゅんかんれっしゃ、朝: 중부내륙순환열차）、別名O-trainは、韓国鉄道公社（KORAIL）がかつて運行していた観光列車である。

## 概要
2013年4月12日に運行を開始した。この列車は、中部内陸圏及び白頭大幹の美しい自然景観を循環運行する大韓民国の四季をデザインした観光列車で、国土の腰と呼ばれる白頭大幹を行き来し、嶺東線、中央線、忠北線区間を巡る列車である。車両はヌリロに使用された200000系電車を改造したもので、両方の先頭車をエコ車に、2号車をカフェ車に、3号車を家族車にリニューアルしている。
当列車は2020年8月2日を以て運行を終了し、同年8月19日から代替列車として東海サンタ列車が運行を開始した。

## 歴史
- 2013年4月12日：運行開始
- 2013年5月17日：水原駅 - 五松駅 - 堤川駅 - 栄州駅 - 太白駅 - 堤川駅間を循環する列車が運行開始。
  - これによりソウル発はソウル駅 - 清凉里駅 - 堤川駅 - 太白駅 - 五松駅 - 堤川駅に変更された。
- 2014年5月1日 - 8月17日：水原駅からの列車が忠州駅で臨時停車。
- 2014年8月18日：太白線太白駅 - 文曲駅間でO-trainとムグンファ号が正面衝突する事故が発生（太白線列車衝突事故（朝鮮語版））。翌日より水原駅発着列車の運行を中止。
- 2014年10月1日：ソウル発運行系統が五松駅 - 堤川駅間を廃止し、ソウル駅 - 堤川駅 - 太白駅 - 五松駅を往復で運行するように運行路線を変更し、原州駅に停車した。
- 2015年6月2日：旌善アリラン列車（A-train）との運行区間重複解消のため、ソウル駅 - 水原駅 - 五松駅 - 堤川駅 - 栄州駅 - 鉄岩駅間に運行区間変更。
- 2016年5月16日：運行区間を水原駅 - 五松駅 - 堤川駅 - 栄州駅 - 鉄岩駅間に短縮。ソウル駅 - 水原駅間の運行中止。
- 2016年7月16日：ソウル - 水原駅間の運行再開。
- 2016年7月27日：パンタグラフ破損により7月28日 - 7月30日にかけてムグンファ号の車両に変更して運行。
- 2020年2月3日：運行中止。
- 2020年8月2日：運行終了。

## 現在の運行路線
- 京釜線・五松線・忠北線・中央線・嶺東線 ソウル駅 - 鉄岩駅

## 運賃

### ナドゥリパス
2,3日券を発券し、自由席は2日券は50,000ウォン、3日券は70,000ウォンだが、座席指定券は2日券70,000ウォン、3日券は100,000ウォンである。ナドゥリパスを購入すると、この列車だけでなく、一般列車セマウル号はもちろん、ムグンファ号特室までの座席を指定して乗車可能である。ただし、列車の座席が完売していた場合には、パスを持って立ち乗り席で搭乗可能であり、乗務員にパスを示せば自由席で案内を受けることができる。

### その他
パス以外にも、通常の列車のように区間を決めて乗車券を発券し途中下車することができる。堤川駅 - 栄州駅区間は9,500ウォン、堤川駅 - 鉄岩駅区間は17,600ウォン、ソウル駅 - 鉄岩駅区間は43,400ウォンである。